# ماساهيرو ميازاكي
ماساهيرو ميازاكي (باليابانية: 宮崎正裕؛ بالكانا: みやざき まさひろ) هو معلق رياضي ياباني، ولد في 5 فبراير 1963 في تسورومي-كو في اليابان.